# ベースボール・タイムズ
ベースボール・タイムズ (Baseball Times) は、株式会社SIJが発行し、株式会社スクワッドが発売する野球専門雑誌。略称「BT」。

## 概要
- 創刊は2008年4月。毎週火曜日の発売（シーズンオフは隔週火曜発売となる）。ウィークリー版とは別に季刊号もある。サイズは創刊当初はA4変形版で発行されていた（定価350円）が、2009年7月より「バージョンアップ」として「BTウィークリー」としてリニューアル、サイズもタブロイド版（定価180円）に変更された。2011年シーズンからウィークリー版は休刊となり、季刊号のみの発売している。
- ウィークリー版の主な内容は、前週に開催された試合の結果記事と、今週開催予定の試合の展望記事であり、展望記事においては、対戦成績を中心としたデータ分析によりその試合の注目選手を取り上げるなど、徹底したデータ主義の内容となっている。その他選手インタビューや記者等による連載コラムからなる。
- キャッチフレーズは、「BTは野球観戦を極めます」。
- 発売は株式会社スクワッドが行っており、大手書店、コンビニエンスストア、駅売店での販売が大半を占めている。